# RINGO MUSIC POWER LIVE 2023 〜Gradation〜
『RINGO MUSIC POWER LIVE 2023 〜Gradation〜』（リンゴミュージック パワーライブ 2023 ～グラデーション～）は、2023年9月9日〜10日に弘前⽂化センター ⼤ホールにて開催されたリンゴミュージックのライブ。
同公演のうち、おもに10日昼の公演がDVDおよびBlu-rayにて映像作品化され、2024年1月13日に発売された。

## 概要
POWER LIVEとは、リンゴミュージック全ユニットが参加する毎年恒例のライブを指し、映像作品化は本作品が初めてとなる。
2023年の参加ユニットは、りんご娘、ライスボール、ジョナゴールド、アルプスおとめ、リーフ、王林。サポートバンドは、the gentle band（垣下祐紀、近藤寿、多田慎也、田中治美、矢後建）。

## セットリスト

### メイントラック
1. -Opening-
2. 愛のグレーゾーン
3. レインボー
4. 未来NIPPON
5. ボクは土手町の時計台
6. ニジイロリンゴ
7. パラレループ
8. リンゴのうた
9. りんごに恋したマメコバチ
10. SEBADAVA MAINEBION
11. -RINGO MUSIC 早口言葉-
12. Rain Dance
13. 風待ちリップ
14. つづいていくよ
15. アメリア
16. バスターミナル
17. 目指せ！ファーストレディ
18. LOVE&SOLDIER
19. JAWAMEGI NIGHT!!
20. Candy Apple 〜恋はあせらず〜
21. 0と1の世界
22. 夢のシャトルラン
23. りんごの木
24. アメノチヒカリ

### ボーナストラック
1. ハローグッバイ
2. SEBADAVA MAINEBION（1公演目）
3. ハジマリズム
4. JET GIRL
5. JAN-KEN-PON
6. SEBADAVA MAINEBION（2公演目）
7. Yeah-Yeah
8. WEEKEND
9. JIGA-JIGA

### RINGO MUSIC 早口言葉
1. 1公演目
2. 2公演目

## 品番
- DVD: RMCD-1042（2枚組）
- Blu-ray: RMCD-1043